# Harlem
Harlem é um bairro de Manhattan, na cidade de Nova Iorque, conhecido por ser um grande centro cultural e comercial dos afro-americanos. Apesar de o nome ser geralmente atribuído a toda a região alta de Manhattan, o Harlem é tradicionalmente limitado pela Rua 155 (155th Street) a norte e o Rio Harlem a leste. O limite ocidental de Harlem é o Rio Hudson, que serve adicionalmente como limite da cidade, do condado (county) e do estado de Nova Iorque.

## História

### Era colonial
O nome Harlem vem de "Nieuw Haarlem" (Nova Haarlem), o assentamento holandês que fazia referência à cidade de Haarlem, capital da província da Holanda do Norte nos Países Baixos, dos primeiros imigrantes da região que chegaram com a Companhia das Índias Ocidentais. A area foi casa dos povos indigenas como as Lenapes antes colonização por os Holandês. A ilha da Manhattan foi comprada, da perspectiva dos Holandeses em 1626 e uma vila formada, separado do maior Nova Amsterdã logo após. Uma coleção de fazendas até o século XVII, a área foi totalmente queimado pelas forças britânicas durante a Revolução Americana.

### Século XIX
Décadas depois, quando a grade de ruas atual foi construída em toda a ilha, o bairro veria crescimento populacional novamente. Na década de 1830, a Ferrovia Nova Iorque e Harlem conectaria o bairro ao resto de Manhattan. Em meados do século, seria um lar para imigrantes alemães que fugiam das condições de superlotação no extremo sul da ilha. Outros grupos étnicos seguiriam, incluindo italianos e judeus. Mais crescimento populacional viria com a construção de trens elevados de Ferrovia Manhattan acima da Avenida 8a (agora Frederick Douglass Boulevard).

## Demografia
Segundo o censo nacional de 2020, a sua população é de 130 440 habitantes e seu crescimento populacional na última década foi de 12,7%.
Residentes abaixo de 18 anos de idade representam 19,0%. Foi apurado que 23,7% são hispânicos ou latinos (de qualquer raça), 15,2% são brancos não hispânicos, 51,8% são negros/afro-americanos não hispânicos, 3,9% são asiáticos não hispânicos, 1,1% são de alguma outra raça não hispânica e 4,3% são não hispânicos de duas ou mais raças.
Possui 61 629 residências, um aumento de 11,0% em relação ao censo anterior, onde deste total, 6,3% das unidades habitacionais estão desocupadas. A média de ocupação é de 2,3 pessoas por residência.

## Cultura
O bairro também é notoriamente conhecido pela cultura afro-americana. A área passou a ser o centro da vida negra com o começo da Grande Migração depois da Primeira Guerra Mundial. Milhares de pessoas fugindo da opressão racial, violência da turba e falta de oportunidades econômicas, chegaram e formaram organizações sociais e políticas para melhorar a situação dos negros. UNIA, um grupo pan-africano criado por Marcus Garvey, foi fundado no bairro. 